# Aytoniaceae
Aytoniaceae je biljna porodica jetrenjarki iz reda Marchantiales.
Rod Aytonia više nije priznat a njegove vrste su oklopljene u rod Plagiochasma.

## Rodovi
1. Antrocephalus Lehm.
2. Arnelliella C. Massal.
3. Asterella P. Beauv.
4. Cryptomitrium Austin ex Underw.
5. Cyathophora Gray
6. Duvaliella Borbás
7. Fimbraria Nees
8. Hypenantron Corda
9. Mannia Opiz
10. Massalongoa Steph.
11. Mindal Kashyap
12. Neesiella Schiffn.
13. Octokepos Griff.
14. Otiona Corda
15. Plagiochasma Lehm. & Lindenb.
16. Platycoaspis Lindb.
17. Reboulia Raddi
18. Rebouliothallus Rui Y. Li & B.N. Sun
19. Rhacotheca Bisch. ex Seub.
20. Rhakiocarpon Corda
21. Sindonisce Corda